# Carlo Dürselen
Carlo Dürselen (* 25. Oktober 1926 in Münster; † 23. Mai 2006 ebenda) war ein deutscher Bildhauer.

## Werdegang

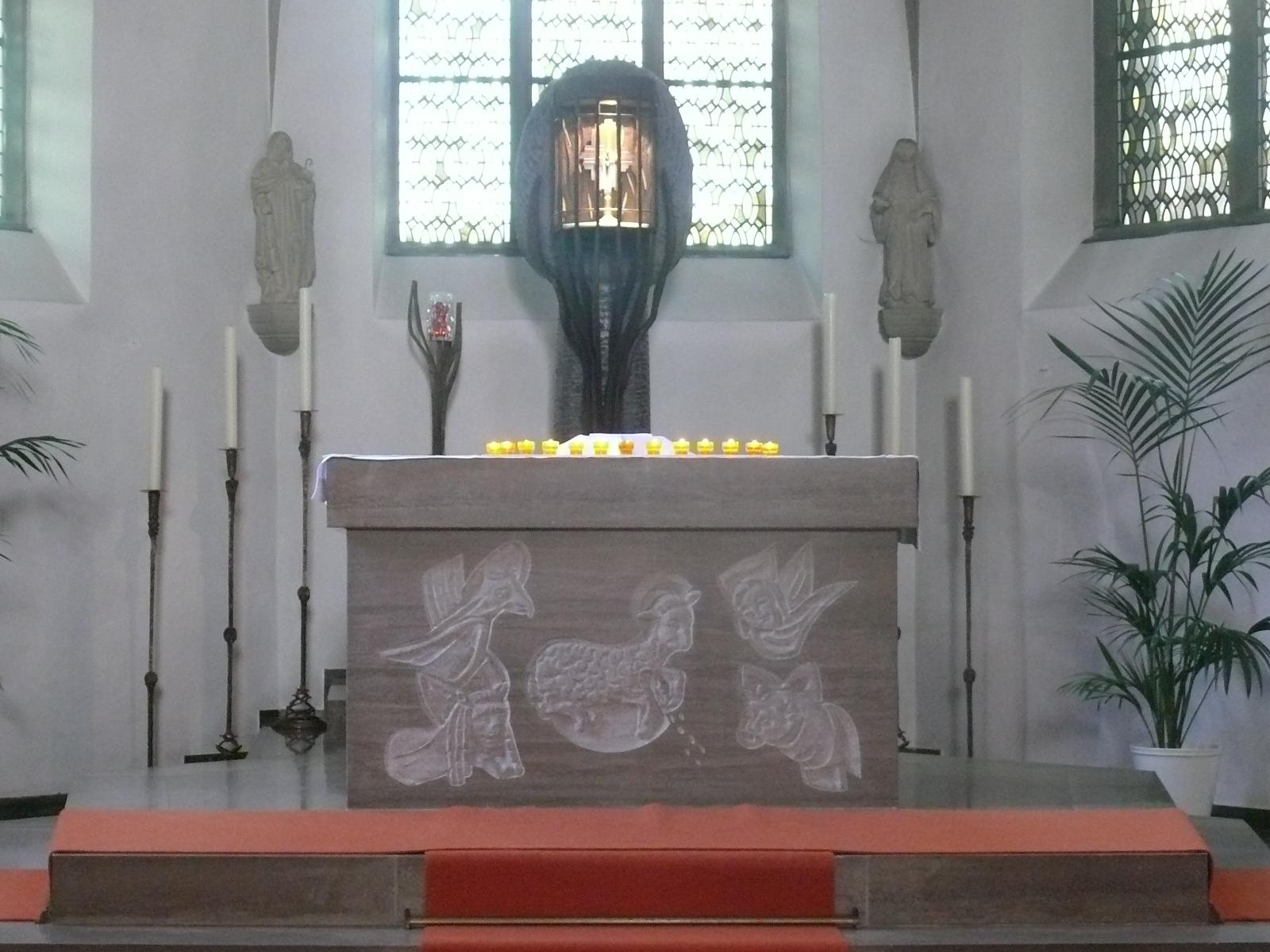
Chorraum des Klosters Vinnenberg, hinter dem Altar die von Carlo Dürselen mit Bronzewerk versehene Sakaramentsstele

Carlo Dürselen war nach dem Studium von 1977 bis 1992 Kunstlehrer am Gymnasium Paulinum, später Dozent an der Akademie für Gestaltung der Handwerkskammer Münster. Von ihm stammen verschiedene sakrale Arbeiten, wie etwa das Tabernakel und das Wandkreuz in der Kirche St. Norbert in Münster, ein Kreuz aus etwa vier Meter hohen Edelstahlrundstäben am katholischen Gemeindehaus St. Marien in Kamp-Lintfort aus dem Jahr 1974, das Bronzewerk für eine Sakaramentsstele im Chorraum des Klosters Vinnenberg sowie eine Sonnenuhr aus Glas und Edelstahl an der Südseite des Flügels B des Joseph-Haydn-Gymnasiums Senden.

## Ausstellungen
- 2005: komplementär der Arbeitsgemeinschaft Handwerk Kunst Design Münster e. V. im Niederrheinischen Museum für Volkskunde und Kulturgeschichte Kevelaer[5]

## Schriften
- Hanno Amely, Carlo Dürselen (Hrsg.): Gymnasium Paulinum 1959–1980. Aschendorff, Münster 1980.

## Ehrungen
- 1973: Staatspreis Manu Factum für das Kunsthandwerk[6]
- 1983: Verdienstkreuz am Bande der Bundesrepublik Deutschland